# Parry Nickerson
Parry Nickerson (Nueva Orleans, Luisiana, 11 de octubre de 1994) es un jugador profesional estadounidense de fútbol americano que se desempeña en la posición de cornerback en Philadelphia Eagles, equipo de la National Football League (NFL).

## Carrera
Fue seleccionado en la sexta ronda en la Reunión Anual de Selección de Jugadores de la NFL de 2018. Hizo su debut profesional con el equipo New York Jets, en el cual jugó una temporada (2018-2019), después pasó por varios equipos,  Jacksonville Jaguars (2019-2020), Green Bay Packers (2020-2021),  Minnesota Vikings (2021-2023), Miami Dolphins (2023-2024), y finalmente a Philadelphia Eagles.